# AK-74M
De AK-74M (Russisch: Автомат Калашникова 74 (AK-74) Mодернизированный) is een variant van de AK-74 en wordt tegenwoordig vaak gebruikt in het Russische leger.
In 1994 is de Izjmasjfabriek in de stad Izjevsk begonnen aan een grootschalige productie van een gemoderniseerde variant van het aanvalsgeweer AK-74; de AK-74M (M - Russisch: Модернизированный; Modernizirovanny , "gemoderniseerd"). Het wapen biedt meer flexibiliteit in vergelijking met zijn voorganger. Naast verscheidene kleine verbeteringen, zoals een verlichte bout en dragersamenstel, is het geweer voorzien van een nieuwe synthetische kolf die is gemaakt van zwarte glas-gevulde polyamide, dat is gevormd als de vaste kolf van de AK-74, maar ook zijvouwen heeft als in de AKs-74. Daarnaast bevat de AK-74M een verbeterde snuit (muzzle), een versterkte soepele stofkap en een herontworpen onderdeel waarmee het afvuren van de (eventueel) aan het wapen gemonteerde granaatwerpers GP-25, GP-30 en GP-34 kan worden uitgevoerd zonder het eerder noodzakelijke extra ontvanger bevestigingskoord te gebruiken. Elke AK-74M is uitgerust met een zij-reling om eventueel een opzetstuk toe te voegen zoals een granaatwerper. De AK-74M was door de Sovjet-Unie aangenomen als het standaard dienstgeweer, en dient sinds de jaren 90 als standaardwapen van het Russische leger. Het Russische leger gebruikte het wapen onder meer in de Eerste en Tweede Tsjetsjeense Oorlog.

## Gebruikers
- Azerbeidzjan, AK-74M vervaardigd onder licentie van het ministerie van Defensie van Azerbeidzjan.[1][2]
- Cyprus, De AK-74M wordt gebruikt door de Cypriotische Nationale Garde (Grieks-Cypriotische strijdkrachten)[3]
- Rusland, AK-74M is momenteel[(sinds) wanneer?]  het belangrijkste dienstgeweer in het Russische leger.[4]